# Physatocheila variegata
Physatocheila variegata är en insektsart som beskrevs av Parshley 1916. Physatocheila variegata ingår i släktet Physatocheila och familjen nätskinnbaggar.

## Underarter
Arten delas in i följande underarter:
- P. v. variegata
- P. v. ornata